# Klubowe Mistrzostwa Krajów Nordyckich w piłce siatkowej mężczyzn (2015/2016)
Klubowe Mistrzostwa Krajów Nordyckich w piłce siatkowej mężczyzn 2015/2016 – 9. sezon rozgrywek o klubowe mistrzostwo krajów nordyckich organizowanych przez North European Volleyball Zonal Association (NEVZA). Zainaugurowane zostały 27 listopada 2015 roku i trwały do 31 stycznia 2016 roku.
Rozgrywki składały się z fazy grupowej oraz turnieju finałowego, w ramach którego rozegrano mecze o rozstawienie w półfinale, półfinały, mecz o 3. miejsce i finał.
Turniej finałowy odbył się w dniach 29-31 stycznia 2016 roku w Stemmemyren Idrettshall w Bergen.
Po raz drugi zwycięzcą Klubowych Mistrzostw Krajów Nordyckich został Nyborg VBK, który w finale pokonał Marienlyst Odense.

## Drużyny uczestniczące
| VolleyLigaen | VolleyLigaen |
| --- | ------------ |
| Middelfart VK | 4            |
| Marienlyst Odense | 5            |
| Gentofte Volley | 7            |
| Hvidovre VK | 9            |
| Mizunoligaen |              |
| Nyborg VBK | 2            |
| Randaberg IL | 6            |
| BK Tromsø | 8            |
| Førde VBK | —            |
| NTNUI | —            |
| Mizunodeild |              |
| HK | —            |
| Elitserien |              |
| Falkenbergs VBK | 3            |
| Oznaczenia: - kolumna druga – miejsce zajęte przez daną drużynę w poprzednim sezonie Klubowych Mistrzostw Krajów Nordyckich. |              |

## Faza grupowa

### Grupa A –Middelfart
Tabela
| Lp. | Drużyna       | Mecze | Mecze   | Mecze   | Pkt | Sety | Sety | Sety  | Małe punkty | Małe punkty | Małe punkty |
| Lp. | Drużyna       | M     | W (3:2) | P (2:3) | Pkt | wyg. | prz. | ratio | zdob.       | str.        | ratio       |
| --- | ------------- | ----- | ------- | ------- | --- | ---- | ---- | ----- | ----------- | ----------- | ----------- |
| 1   | Nyborg VBK    | 3     | 3 (0)   | 0 (0)   | 9   | 9    | 1    | 9.000 | 247         | 193         | 1.280       |
| 2   | NTNUI         | 3     | 2 (2)   | 1 (0)   | 4   | 6    | 7    | 0.857 | 277         | 287         | 0.965       |
| 3   | Hvidovre VK   | 3     | 1 (1)   | 2 (1)   | 3   | 6    | 8    | 0.750 | 295         | 290         | 1.017       |
| 4   | Middelfart VK | 3     | 0 (0)   | 3 (2)   | 2   | 4    | 9    | 0.444 | 247         | 294         | 0.840       |

Źródło: volleyball.dk
Punktacja: 3:0 i 3:1 – 3 pkt; 3:2 – 2 pkt; 2:3 – 1 pkt; 1:3 i 0:3 – 0 pkt
Zasady ustalania kolejności: 1. liczba zwycięstw; 2. liczba punktów; 3. stosunek setów; 4. stosunek małych punktów; 5. bilans w bezpośrednich meczach
Wyniki spotkań
| Data       | Drużyna 1     | Wynik | Drużyna 2     | Set 1 | Set 2 | Set 3 | Set 4 | Set 5 |
| ---------- | ------------- | ----- | ------------- | ----- | ----- | ----- | ----- | ----- |
| 27.11.2015 | Nyborg VBK    | 3:1   | Hvidovre VK   | 25:23 | 25:21 | 22:25 | 25:20 |       |
| 27.11.2015 | Middelfart VK | 2:3   | NTNUI         | 25:22 | 21:25 | 29:31 | 25:22 | 12:15 |
| 28.11.2015 | Nyborg VBK    | 3:0   | NTNUI         | 25:16 | 25:23 | 25:21 |       |       |
| 28.11.2015 | Middelfart VK | 2:3   | Hvidovre VK   | 15:25 | 25:17 | 16:25 | 25:22 | 12:15 |
| 29.11.2015 | Hvidovre VK   | 2:3   | NTNUI         | 25:23 | 22:25 | 17:25 | 25:12 | 13:15 |
| 29.11.2015 | Nyborg VBK    | 3:0   | Middelfart VK | 25:13 | 25:13 | 25:18 |       |       |

### Grupa B –Falkenberg
Tabela
| Lp. | Drużyna         | Mecze | Mecze   | Mecze   | Pkt | Sety | Sety | Sety  | Małe punkty | Małe punkty | Małe punkty |
| Lp. | Drużyna         | M     | W (3:2) | P (2:3) | Pkt | wyg. | prz. | ratio | zdob.       | str.        | ratio       |
| --- | --------------- | ----- | ------- | ------- | --- | ---- | ---- | ----- | ----------- | ----------- | ----------- |
| 1   | Gentofte Volley | 2     | 2 (1)   | 0 (0)   | 5   | 6    | 2    | 3.000 | 180         | 155         | 1.161       |
| 2   | Falkenbergs VBK | 2     | 1 (0)   | 1 (1)   | 4   | 5    | 3    | 1.667 | 186         | 162         | 1.148       |
| 3   | Førde VBK       | 2     | 0 (0)   | 2 (0)   | 0   | 0    | 6    | 0.000 | 105         | 154         | 0.682       |

Źródło: volleyball.dk
Punktacja: 3:0 i 3:1 – 3 pkt; 3:2 – 2 pkt; 2:3 – 1 pkt; 1:3 i 0:3 – 0 pkt
Zasady ustalania kolejności: 1. liczba zwycięstw; 2. liczba punktów; 3. stosunek setów; 4. stosunek małych punktów; 5. bilans w bezpośrednich meczach
Wyniki spotkań
| Data       | Drużyna 1       | Wynik | Drużyna 2       | Set 1 | Set 2 | Set 3 | Set 4 | Set 5 |
| ---------- | --------------- | ----- | --------------- | ----- | ----- | ----- | ----- | ----- |
| 27.11.2015 | Falkenbergs VBK | 3:0   | Førde VBK       | 25:17 | 29:27 | 25:13 |       |       |
| 28.11.2015 | Gentofte Volley | 3:0   | Førde VBK       | 25:19 | 25:16 | 25:13 |       |       |
| 29.11.2015 | Gentofte Volley | 3:2   | Falkenbergs VBK | 18:25 | 25:19 | 20:25 | 25:23 | 17:15 |

### Grupa C –Tromsø
Tabela
| Lp. | Drużyna           | Mecze | Mecze   | Mecze   | Pkt | Sety | Sety | Sety  | Małe punkty | Małe punkty | Małe punkty |
| Lp. | Drużyna           | M     | W (3:2) | P (2:3) | Pkt | wyg. | prz. | ratio | zdob.       | str.        | ratio       |
| --- | ----------------- | ----- | ------- | ------- | --- | ---- | ---- | ----- | ----------- | ----------- | ----------- |
| 1   | Marienlyst Odense | 3     | 3 (0)   | 0 (0)   | 9   | 9    | 0    | MAX   | 225         | 159         | 1.415       |
| 2   | Randaberg IL      | 3     | 2 (1)   | 1 (0)   | 5   | 6    | 5    | 1.200 | 231         | 221         | 1.045       |
| 3   | BK Tromsø         | 3     | 1 (0)   | 2 (1)   | 4   | 5    | 6    | 0.833 | 233         | 232         | 1.004       |
| 4   | HK                | 3     | 0 (0)   | 3 (0)   | 0   | 0    | 9    | 0.000 | 151         | 228         | 0.662       |

Źródło: volleyball.dk
Punktacja: 3:0 i 3:1 – 3 pkt; 3:2 – 2 pkt; 2:3 – 1 pkt; 1:3 i 0:3 – 0 pkt
Zasady ustalania kolejności: 1. liczba zwycięstw; 2. liczba punktów; 3. stosunek setów; 4. stosunek małych punktów; 5. bilans w bezpośrednich meczach
Wyniki spotkań
| Data       | Drużyna 1         | Wynik | Drużyna 2         | Set 1 | Set 2 | Set 3 | Set 4 | Set 5 |
| ---------- | ----------------- | ----- | ----------------- | ----- | ----- | ----- | ----- | ----- |
| 27.11.2015 | BK Tromsø         | 3:0   | HK                | 25:15 | 25:9  | 28:26 |       |       |
| 27.11.2015 | Marienlyst Odense | 3:0   | Randaberg IL      | 25:16 | 25:17 | 25:16 |       |       |
| 28.11.2015 | BK Tromsø         | 0:3   | Marienlyst Odense | 16:25 | 21:25 | 15:25 |       |       |
| 28.11.2015 | HK                | 0:3   | Randaberg IL      | 15:25 | 15:25 | 13:25 |       |       |
| 29.11.2015 | Marienlyst Odense | 3:0   | HK                | 25:18 | 25:23 | 25:17 |       |       |
| 29.11.2015 | BK Tromsø         | 2:3   | Randaberg IL      | 25:20 | 25:22 | 22:25 | 21:25 | 10:15 |

## Turniej finałowy

### Mecze o rozstawienie
| Data       | Drużyna 1         | Wynik | Drużyna 2       | Set 1 | Set 2 | Set 3 | Set 4 | Set 5 |
| ---------- | ----------------- | ----- | --------------- | ----- | ----- | ----- | ----- | ----- |
| 29.01.2016 | Nyborg VBK        | 3:1   | Gentofte Volley | 25:21 | 19:25 | 25:18 | 25:21 |       |
| 29.01.2016 | Marienlyst Odense | 3:1   | Falkenbergs VBK | 25:15 | 16:25 | 25:18 | 25:23 |       |

### Półfinały
| Data       | Drużyna 1         | Wynik | Drużyna 2       | Set 1 | Set 2 | Set 3 | Set 4 | Set 5 |
| ---------- | ----------------- | ----- | --------------- | ----- | ----- | ----- | ----- | ----- |
| 30.01.2016 | Falkenbergs VBK   | 2:3   | Nyborg VBK      | 20:25 | 23:25 | 25:23 | 25:17 | 17:19 |
| 30.01.2016 | Marienlyst Odense | 3:2   | Gentofte Volley | 25:19 | 20:25 | 25:14 | 22:25 | 20:18 |

### Mecz o 3. miejsce
| Data       | Drużyna 1       | Wynik | Drużyna 2       | Set 1 | Set 2 | Set 3 | Set 4 | Set 5 |
| ---------- | --------------- | ----- | --------------- | ----- | ----- | ----- | ----- | ----- |
| 31.01.2016 | Falkenbergs VBK | 0:3   | Gentofte Volley | 20:25 | 16:25 | 32:34 |       |       |

### Finał
| Data       | Drużyna 1  | Wynik | Drużyna 2         | Set 1 | Set 2 | Set 3 | Set 4 | Set 5 |
| ---------- | ---------- | ----- | ----------------- | ----- | ----- | ----- | ----- | ----- |
| 31.01.2016 | Nyborg VBK | 3:0   | Marienlyst Odense | 25:18 | 25:19 | 25:21 |       |       |

## Klasyfikacja końcowa
| Miejsce | Drużyna           |
| ------- | ----------------- |
| 1       | Nyborg VBK        |
| 2       | Marienlyst Odense |
| 3       | Gentofte Volley   |
| 4       | Falkenbergs VBK   |
| 5       | NTNUI             |
| 6       | Randaberg IL      |
| 7       | Hvidovre VK       |
| 8       | BK Tromsø         |
| 9       | Førde VBK         |
| 10      | Middelfart VK     |
| 11      | HK                |